# Parson’s Ground
Parson’s Ground ist ein Ort im Parish Saint John Capisterre, an der Nordküste in der Sandy Bay.

## Geographie
Der Ort erstreckt sich an der Nordküste zwischen Dieppe Bay Town und Saddlers. Im Norden schließt sich unmittelbar der Beaumont Park an. Durch den Ort verläuft der Parsons Gut, im Ort gibt es einen Versammlungssaal der Zeugen Jehovas.